# M.S. Bartlett
Maurice Stevenson Bartlett, vaak aangehaald als M.S. Bartlett (Chiswick, Londen, 18 juni 1910 - Exmouth, Devon, 8 januari 2002), was een Britse statisticus.

## Biografie
Bartlett, die van eenvoudige afkomst was, studeerde met een beurs vanaf 1929 wiskunde aan het Queens College van de University of Cambridge. Hij volgde onder andere colleges in de statistiek bij John Wishart, over relativiteitstheorie bij Arthur Eddington en over kwantummechanica bij Paul Dirac. In een van zijn lezingen beschreef Wishart zijn meetkundige afleiding van de wishartverdeling. 's Nachts werkte Bartlett een bewijs uit met behulp van karakteristieke functies. Bartlett was Wisharts eerste postdoctorale student en zij schreven samen twee artikelen. Dit was het begin van Bartletts betrokkenheid bij multivariate analyse. Tijdens zijn jaren bij het Queens College roeide hij voor het college. In 1933 werd Bartlett aangeworven door Egon Pearson voor de nieuwe faculteit Statistiek op het University College London. Ook Jerzy Neyman, Ronald Aylmer Fisher en J.B.S. Haldane maakten daarvan deel uit. Hij was daar in 1933/34 co-assistent. In 1934 werd hij statisticus in het landbouwkundig proefstation van Imperial Chemical Industries (ICI) in Jealott's Hill, waar hij zich naast met theoretische statistiek en genetica bezighield met intelligentie-metingen. 
In 1938 was Bartlett terug bij de universiteit van Cambridge als lector in de wiskunde, wat hij bleef tot 1947. Tijdens de Tweede Wereldoorlog deed hij onderzoek naar raketten voor het Ministry of Supply, en in deze periode was David George Kendall een van zijn studenten. Na de oorlog keerde hij terug naar Cambridge, waar hij zich richtte op de stochastische processen en tijdreeksanalyse. In 1947 werd hij de eerste hoogleraar mathematische statistiek aan de Universiteit van Manchester, waar hij zich onder andere bezighield met epidemiologie. In 1960 was hij hoogleraar statistiek aan het University College London en vanaf 1967 hoogleraar biomathematica aan de Universiteit van Oxford, waar hij in 1975 met emeritaat ging. Ook toen bleef hij actief in het onderzoek en was onder andere meermalen bij het Institute of Advanced Studies van de Australian National University.
Bartlett is bekend door de naar hem genoemde methode van Bartlett voor het schatten van de spectrale dichtheid en de toets van Bartlett, een statistische toets voor homoscedasticiteit. 
Bartlett was, van 1957 tot aan haar dood in 1998, getrouwd met Sheila Lockwood (geboren Chapman), met wie hij een dochter had.
In 1933 werd hij bekroond met de Rayleigh-prijs, in 1952 met de Guy-medaille in zilver en in 1969 in goud van de Royal Statistical Society, waarvan hij in 1966 voorzitter was geworden. Sinds 1961 was hij Fellow van de Royal Society. In 1959/60 was hij voorzitter van de Manchester Statistical Society. Hij was sinds 1993 lid van de National Academy of Sciences en was eredoctor van de Universiteit van Chicago (1966) en de Universiteit van Hull (1976). In 1980 werd hij erelid van het Internationaal Instituut voor de Statistiek. In 1971 ontving hij de Weldon-medaille van de Universiteit van Oxford.
In 1962 gaf hij een lezing voor het Internationale Congres van Wiskundigen in Stockholm met als titel: Statistical estimation of density functions.

## Werk
- An Introduction to Stochastic Processes - with special reference to methods and applications, Cambridge University Press, 1955, ISBN 0-521-04116-3
- Stochastic Population Models in Ecology and Epidemiology, Londen, Methuen, 1960,  ISBN 0-416-52330-7
- Essays in Probability and Statistics, Londen, Methuen, 1962, ISBN 0-416-64880-0
- Probability, Statistics and Time, Londen, Chapman and Hall, 1975, ISBN 0-412-14150-7
- The Statistical Analysis of Spatial Pattern, Londen, Chapman and Hall, 1976, ISBN 0-412-14290-2
- Selected Papers of M.S. Bartlett, 3 Bände, Herausgeber R.G. Stanton, E.D. Johnson, D.S. Meek. Winnipeg, Charles Babbage Research Centre, 1989
- Chance and Change, in J. Gani (Uitgever) The making of statisticans, Springer, 1982, S.41-60 (Autobiografisch)
- Interview met Ingram Olkin, Statistical Science, Bd.4, 1989, S.151